# Podocnemis lewyana
Podocnemis lewyana is een schildpad uit de familie scheenplaatschildpadden (Podocnemididae). De schildpad komt endemisch voor in het noorden van Colombia.

## Naam en indeling
De wetenschappelijke naam van de soort werd voor het eerst voorgesteld door André Marie Constant Duméril in 1852. In de Engelse taal wordt de schildpad 'Rio Magdalena River Turtle' genoemd. De soortaanduiding lewyana is een eerbetoon aan de Franse bankier M. Léwy, die het eerste exemplaar van de soort vond.

## Uiterlijke kenmerken
Zowel mannetjes als vrouwtjes hebben een schild dat bestaat uit hoornplaten die bruin tot zwart van kleur zijn, vlekken of strepen ontbreken. De hoornplaten zijn bij volwassen exemplaren niet getand en een kiel op het midden van het schild ontbreekt. Jonge dieren hebben nog wel getande hoorplaten aan de achterzijde van het schild en een lichte kiel op het schild, deze kenmerken verdwijnen echter naarmate de dieren ouder worden. De maximale schildlengte is ongeveer veertig centimeter. De kop is relatief klein, tussen de ogen en de neusgaten is een duidelijke groef aanwezig, de snuit is relatief lang. Aan de keel zijn twee baarddraden gelegen. Mannetjes hebben grijsbruine kopschubben, terwijl bij vrouwtjes de kopschubben meer roodbruin van kleur zijn.
Podocnemis lewyana vertoont seksueel dimorfisme; de vrouwtjes worden aanmerkelijk groter en zwaarder. Volwassen mannetjes wegen gemiddeld 1,6 kg en zijn 24,6 cm lang, terwijl vrouwtjes gemiddeld 5,6 kg wegen en 37 cm in schildlengte zijn. De plastronformule is meestal als volgt: abd >< pect > fem > intergul > an >< gul > hum.

## Levenswijze
Mannetjes zijn geslachtsrijp op drie tot vierjarige leeftijd, terwijl vrouwtjes volwassen worden op een leeftijd van vijf tot zes jaar. Vrouwtjes maken nesten in zanderige rivieroevers in ondiepe wateren. Er zijn twee broedseizoenen; een van december tot januari en een van juni tot juli. Het is onduidelijk of individuele vrouwtjes in beide seizoenen in hetzelfde jaar broeden. In het tweede broedseizoen wordt het grootste aantal eieren afgezet.
Een legsel bestaat uit gemiddeld 22 eieren, die een lengte hebben van 40 millimeter en 34 mm breed zijn. De schildpad kent een temperatuurafhankelijke geslachtsbepaling. Bij een temperatuur van 33,4 °C ontwikkelen zich evenveel mannetjes als vrouwtjes. Is de temperatuur hoger dan ontstaan meer vrouwtjes en bij een lagere temperatuur komen meer mannetjes uit het ei. Deze sterk gespecialiseerde ontwikkelingsstrategie maakt de schildpad kwetsbaar voor klimaatverandering.
Podocnemis lewyana is voornamelijk herbivoor maar soms worden kleine ongewervelden zoals insecten buitgemaakt. Van juveniele dieren is bekend dat ze soms vissen eten. De schildpad kan ook deeltjes op het wateroppervlak opeten door de keel open te sperren en het water op te zuigen. Het water wordt vervolgens weer naar buiten geperst en de voedseldeeltjes ingeslikt, dit wordt in het Engels wel neustophagia genoemd. De gemiddelde levensduur in het wild is tien tot vijftien jaar.

## Migratie
Podocnemis lewyana verlaat zelden het water en komt alleen aan land voor de afzet van de eieren en om te zonnebaden. In vergelijking met andere zoetwaterschildpadden legt de schildpad grote afstanden af in het water. De grootte van het leefgebied ligt tussen de 10,3 en 14,6 hectare. De afstanden die worden afgelegd zijn afhankelijk van het geslacht, de lichaamsgrootte, de voedselbeschikbaarheid, de kwaliteit van de leefomgeving, het seizoen, de mate van volwassenheid en de levensfase. Seizoensgebonden bewegingen zijn het meest prominent als gevolg van veranderende waterstanden. Onderzoek heeft aangetoond dat de schildpad zich naar diepere wateren verplaatst, dit is waarschijnlijk als gevolg van klimaatverandering.

## Verspreiding en habitat
Podocnemis lewyana komt voor in delen van Zuid-Amerika en leeft endemisch in het noorden en westen van Colombia. De schildpad komt hier voor in de departementen Antioquia, Atlántico, Bolívar, Boyacá, Caldas, Cesar, Córdoba, Cundinamarca, La Guajira, Magdalena, Santander, Sucre en Tolima. Er is wel eens een exemplaar aangetroffen in Venezuela maar deze was vermoedelijk uitgezet door dierenhandelaren. De schildpad leeft in de rivierdelta's van de Sinú en de Rio Magdalena, dat ook de rivieren San Jorge en Cauca beslaat.
De habitat bestaat uit vochtige tropische en subtropische bossen en zoetwatermeren en -rivieren. De soort is aangetroffen van zeeniveau tot op een hoogte van ongeveer 800 meter boven zeeniveau.

## Bedreiging en bescherming
De soort werd in 2015 door de IUCN geclassificeerd als 'ernstig bedreigd' (Critically Endangered of CR) en wordt beschouwd als de meest bedreigde soort van de familie Podocnemididae. In minder dan 25 jaar vertoonde de soort een populatieafname van meer dan 80%. In 2018 werden 37% van alle soorten zoetwater- en landschildpadden die in Colombia werden aangetroffen, geclassificeerd als bedreigd. De achteruitgang van Podocnemis lewyana wordt toegeschreven aan vernietiging van de natuurlijke habitat, vervuiling, overmatige vangst van eieren en dieren in het wild voor consumptie, commerciële exploitatie, veranderingen in waterstanden in rivieren als gevolg van het bouwen van dammen en klimaatverandering. Hoewel vroege pogingen tot instandhouding niet succesvol waren of niet werden afgedwongen, is er een heropleving van onderzoeken die gericht zijn op het ontdekken van de meest effectieve benaderingen.

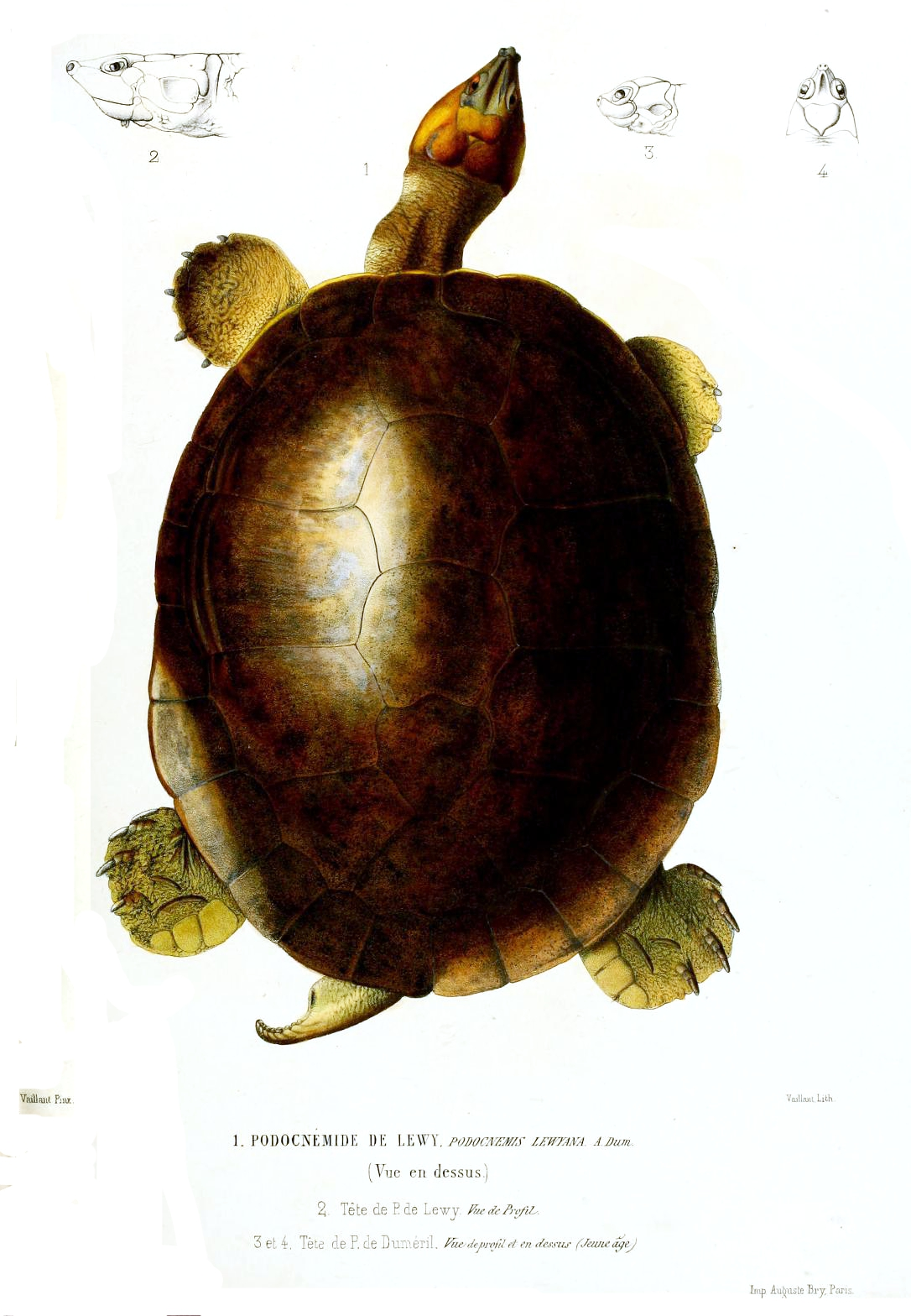
Tekening van de schildpad uit 1852.

Ondanks wetgeving die in 1964 werd aangenomen om deze soorten te beschermen (Resolutie van het Ministerie van Landbouw nr. 0214-1964), zijn hun populaties voortdurend afgenomen. Hoewel veel antropogene factoren hebben bijgedragen aan de achteruitgang van Podocnemis lewyana, zijn overmatige vangst van de dieren in het wild en klimaatverandering de belangrijkste. De schildpad wordt massaal gevangen voor menselijke consumptie; de lokale bevolking gelooft dat het eten van het vlees en de eieren van schildpadden verschillende geneeskrachtige werkingen hebben. Zo zou het eten van de schildpad het herstel van de zwangerschap versnellen, ziekten genezen, meer kracht geven en levensverlengend zijn. Daarnaast wordt het eten van schildpaddenvlees gezien als een natuurlijk afrodisiaca. Klimaatverandering heeft geleid tot significante veranderingen in de migratiepatronen en de verhouding van de geslachtsbepaling van de embryo's. Klimaatverandering heeft ook bijgedragen aan verschillende veranderingen in de natuurlijke habitat, zoals frequentere overstromingen van nestplaatsen.
Hoewel menselijke oorzaken het meest uitgesproken zijn, dragen verschillende factoren uit de levensgeschiedenis ook bij aan het in gevaar brengen van de schildpadden. De eieren en juvenielen hebben een lage overlevingskans en de meeste gaan verloren door predatie en natuurlijk verval. Ondanks het hoge overlevingspercentage als jongvolwassenen en volwassenen, duurt het door het langzame reproductiestrategie enige tijd duurt voordat die stadia zijn bereikt. Ze hebben ook meerdere leefgebieden nodig, een om te nestelen en een andere om te eten, waardoor ze relatief grote afstanden moeten afleggen.

### Beschermingsmaatregelen
De meest gebruikte beschermingsmaatregel voor het behoud van Podocnemis lewyana is het rapen van de eieren en de jonge dieren enige tijd in gevangenschap op te kweken. Hierdoor hebben ze een grotere kans op overleven in de natuur als ze weer worden uitgezet. De bescherming bestaat daarnaast op het vinden van effectievere middelen voor instandhouding, omdat het begrijpen van de bedreigde natuur van de schildpadden relatief nieuw is. Een studie die zestien ecologische kenniscriteria van Colombiaanse zoetwaterschildpadsoorten verzamelde, stelde voor dat Podocnemis lewyana de hoogste prioriteit van bescherming zou moeten krijgen. Studies passen snellere demografische modellering en landmetingen toe om de soort beter te begrijpen en praktische beschermingsmaatregelen te implementeren.